# ГЕС Дак-Мі 4А
ГЕС Дак-Мі 4А — гідроелектростанція у центральній частині В'єтнаму. Знаходячись між ГЕС Дак-Мі 3 (вище по течії) та ГЕС Дак-Мі 4В (42 МВт), входить до складу каскаду на річці Дак-Мі — верхній течії Vu Gia, яка впадає до Південно-Китайського моря в районі Дананга, утворюючи спільну дельту із Thu Bon.
У межах проекту річку перекрили греблею із ущільненого котком бетону висотою 90 метрів та довжиною 557 метрів. Вона утримує водосховище з площею поверхні 10,4 м2 та об'ємом 312,4 млн м3 (корисний об'єм 154,1 млн м3), в якому припустиме коливання рівня у операційному режимі між позначками 240 та 258 метрів НРМ (у випадку повені останній показник може зростати до 260 метрів НРМ).
Зі сховища у східному напрямку прокладено дериваційний тунель довжиною 3,4 км, який проходить під водорозділом зі сточищем річки Ngon Thu, лівої притоки згаданої вище Thu Bon. Наземний машинний зал обладнали двома турбінами типу Френсіс потужністю по 74 МВт, які працюють при напорі у 131 метр.
Відпрацьована вода прямує до ГЕС Дак-Мі 4В по наступній ділянці дериваційної траси довжиною 3,8 км, яка включає як канал, так і каналізоване русло природного водотоку.
Видача продукції відбувається по ЛЕП, розрахованій на роботу під напругою 220 кВ.